# HMS Upshot
Le HMS Upshot (pennant number : P82) est un sous-marin britannique de Classe V de la Royal Navy. Il a été construit pendant la Seconde Guerre mondiale, dans le cadre du deuxième lot de sous-marins de classe V (18 unités au total) commandés le 21 mai 1942.

## Engagements
Le HMS Upshot fut construit par Vickers-Armstrongs à Barrow-in-Furness. Sa  quille est posée le 3 mai 1943, il est lancé le 24 mars 1944 et finalement mis en service le 15 mai 1944. Son nom signifie « tir vers le haut ». Et de fait, son insigne représentait un arc bandé, prêt à décocher sa flèche vers le ciel. 
Le sous-marin a été désarmé le 2 novembre 1949 et démantelé pour la ferraille à Preston.